# William Higgins (Regisseur)
William Higgins (* 1942; † 21. Dezember 2019 in Prag) war ein US-amerikanischer Filmproduzent und Filmregisseur.

## Leben
Higgins war ein Mitgründer des Filmstudios Catalina Video in Kalifornien. Er drehte und produzierte seit Ende der 1970er mehr als 140 Pornofilme in der US-amerikanischen Pornoindustrie. Einige seiner Filme erschienen unter dem Pseudonym Wim Hof.

## Filmografie (Auswahl)
- 1979: Boys Of Venice
- 1981: Brothers Should Do It
- 1982: Buster Goes To Laguna
- 1983: Cousins
- 1983: Sailor in the Wild[1]
- 1984: Frat House Memories
- 1985: Pizza Boy: He Delivers
- 1985: Young and the Hung[2]
- 1987: Big Guns[3]
- 1988: William Higgins – Screen Test
- 1989: Down Under
- 1990: Catalina Orgies
- 1991: Sex In The Great Outdoors
- 1992: Frat Pack
- 1997: Wim Hof's Rough Cut (als Wim Hof)
- 1997: Puda: The Attic (als Wim Hof)
- 1998: Sex In The Can
- 2001: Prague Buddies 3: Liebestod[4]
- 2001: The Seven Deadly Sins: Wrath (als Wim Hof)
- 2002: Hard Day's
- 2003: Kick Club
- 2005: Inside Jirka Gregor
- 2006: Weapon Of Mass Attraction
- 2007: Load Warriors
- 2008: Bjorn Free
- 2009: Exploring Rudolf Schneider

## Preise und Auszeichnungen
- 1984: Gay Producers Association Sieger für Special Achievement Award für „Sailor In The Wild 1“
- 1985: X-Rated Critics Organization Sieger für Best Depiction of Safe Sex für „The Young & the Hung“
- 1998: GayVN Awards Hall of Fame
- 2000: Grabby Awards Nominierung für Bestes International Video und Beste Videografie
- 2000: Grabby Awards Sieger für Beste Klassik DVD
- 2003: Grabby Awards Sieger für Beste Klassik DVD